# Calide ibne Iázide Axaibani
Calide ibne Iázide Axaibani (Khalid ibn Iazid ax-Xaibani) foi um general e governador árabe do Califado Abássida, ativo no segundo quartel do século IX.

## Vida

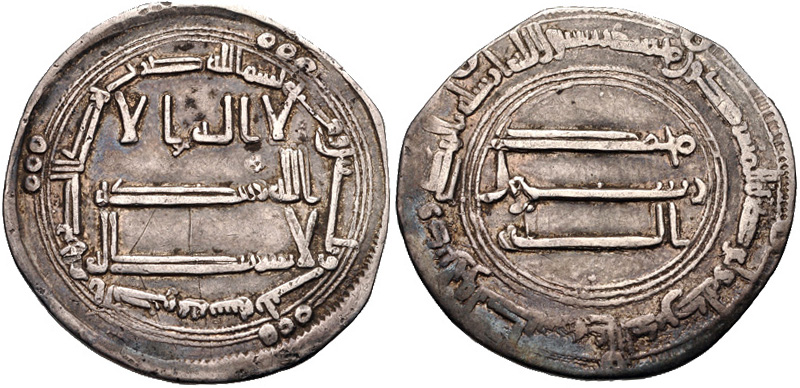
Dirrã de Almamune r.

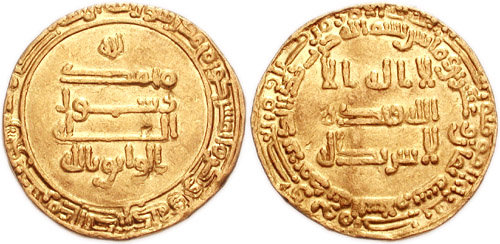
Dinar de ouro de Aluatique r.

Calide foi membro dos xaibanitas, dominante na região de Diar Baquir ao norte da Jazira (Mesopotâmia Superior), e terceiro filho de Iázide ibne Maziade Axaibani, que serviu duas vezes como governador árabe (osticano) da Armênia (uma enorme província que compreende toda a Transcaucásia). Calide serviu no mesmo ofício não menos que quatro vezes: em 813/814, 828-832, brevemente em 841 e novamente sob o califa Aluatique (r. 842–845). Em seu primeiro mandato, mostrou-se conciliatório perante a população nativa cristã e os príncipes nacarares, mas seu segundo mandato foi marcado pela supressão brutal de várias revoltas de magnatas árabes locais, bem como o tratamento severo da população cristã.
Como resultado, quando sua renomeação para o posto foi anunciada em 841, uma rebelião eclodiu, forçando o governo abássida a reconvocá-lo imediatamente. No entanto, Aluatique atribui o Emirado da Armênia para Calide. O último chegou na província como chefe de um exército, e esmagou qualquer opressão. Ele morreu ca. 844 em Dabil, onde foi enterrado. Foi sucedido por sue filho, Maomé. Seu filho mais novo Haitame governou na fortaleza da família de Xirvão e foi o primeiro a reclamar o título de xá de Xirvão. Em 822, Calide brevemente serviu como governador do Egito, em uma tentativa do califa Almamune (r. 813–833) de restabelecer controle abássida sobre a província, que estava dividida pela luta entre facções árabes rivais. Embora apoiado pelo chefe de uma das facções, Ali ibne Abdalazize Aljaravi, Calide foi vencido pelo chefe de outra, Ubaide Alá ibne Alçari, e foi forçado a abandonar o Egito.